# Mieczysław Kistryn

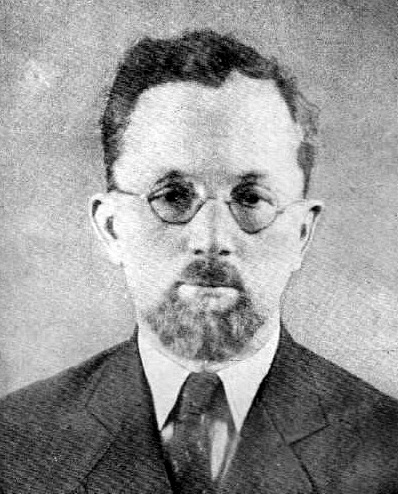

Mieczysław Kistryn (ur. 23 maja 1885 we Lwowie, zm. 14 czerwca 1943 we Lwowie) – polski pedagog, właściciel prywatnych zakładów wychowawczych we Lwowie im. Henryka Jordana.

## Życiorys
Po śmierci ojca (1888) wraz z dwoma starszymi braćmi: Tadeuszem (ur. 1881) oraz Stanisławem (ur. 1883, kupiec, radny Lwowa) był wychowywany przez matkę. Chłopcy do wszystkiego musieli dochodzić sami. Wszyscy uzyskali wykształcenie: Tadeusz został profesorem Akademii Handlowej, Stanisław – kupcem, radnym miasta Lwowa i wiceprezesem Kongregacji Kupieckiej, Mieczysław – nauczycielem. Całe swoje życie poświęcił wychowaniu młodzieży. Nazywany był polskim Pestalozzim.
W 1909 założył we Lwowie Szkołę im. Henryka Jordana. Zapewniała ona uczniom wysoki poziom nauczania połączony z dbałością o rozwój fizyczny. Wyrazem tego były organizowane także w latach trzydziestych XX wieku różnego rodzaju gry i marsze organizowane m.in. na terenach Targów Wschodnich i Parku Stryjskiego. Organizowano także wyjazdy w podlwowskie okolice lub w zimie na narty do Skolego w Beskidzie Wschodnim. Była to jedyna prywatna męska szkoła we Lwowie, obejmująca wszystkie trzy stopnie kształcenia tj. szkołę powszechną (dziś podstawową), gimnazjum i liceum. Kistryn dobierał do każdego przedmiotu wysoko kwalifikowanych pedagogów, wśród nich także wykładowców uniwersyteckich. W późniejszym okresie szkoła była koedukacyjna, jednak liczba uczących się w niej dziewcząt była niewielka. W latach 1909–1937 szkoła mieściła się przy ul. św. Mikołaja, w pobliżu starego Uniwersytetu, a od 1938 roku przy ul. Herburtów 1a, w dwupiętrowym budynku, zapewniającym zdecydowanie lepsze warunki. Przy szkole urządzono obszerne boiska do gier i place zabaw.

Szkoła miała swoją odznakę, zaprojektowaną przez prof. Władysława Witwickiego, przedstawiającą rękę z pochodnią na tle polskiego orła. Odznakę taką nosili wszyscy jej uczniowie na czapkach popielatych z amarantowym otokiem. 

Dewizą szkoły był wiersz A. Asnyka wypisany wielkimi literami w holu przy wejściu do szkoły: 

Nie pomogą próżne żale

ból swój niebu trza polecić

a samemu wciąż wytrwale

trzeba naprzód iść i świecić.
Szkoła Kistryna istniała do 1939 roku, kiedy to została zlikwidowana przez władze sowieckie po zajęciu Lwowa.
Uczniami szkoły Kistryna byli m.in.:
- Jerzy Bitschan, Orlę Lwowskie
- Barbara Bittnerówna, tancerka, primabalerina Opery w Poznaniu, Opery Śląskiej w Bytomiu i Opery w Warszawie.
- Kazimierz Żygulski, profesor socjologii
- Jerzy Lerski, cichociemny
- Zdzisław Żygulski, profesor historii sztuki
- Stanisław Głąbiński, wieloletni korespondent PAP
- Wacław Szybalski, profesor onkologii
- bracia Gluzińscy, Wojciech – poeta i Tomasz – trener reprezentantów Polski w narciarstwie
- Adam Koczur - wojewódzki architekt w Krakowie
- Andrzej Seyfried – profesor medycyny
- bracia Baczewscy - z rodziny właściciela fabryki wódek
- bracia Scottowie - synowie współwłaściciela sportowego sklepu Scott-Pawłowski
- Stanisław Franke
- Jan Gubrynowicz
- Zygmunt Kratochwil - pionier polskiej powojennej chirurgii plastycznej
- Marian Kratochwil - artysta malarz, po wojnie w Londynie
- Zbigniew Kratochwil - inż. elektryk, specjalista budowy wielkich maszyn

Mieczysław Kistryn zmarł w 1943 roku w wyniku ciężkiego zapalenia płuc. Został pochowany w grobowcu rodzinnym na Cmentarzu Łyczakowskim.